# Lise Demailly
 (mars 2011).
Si vous disposez d'ouvrages ou d'articles de référence ou si vous connaissez des sites web de qualité traitant du thème abordé ici, merci de compléter l'article en donnant les références utiles à sa vérifiabilité et en les liant à la section « Notes et références ».
Lise Demailly, née en 1947 et décédée le 19 janvier 2024 est une sociologue française.

## Carrière universitaire
Après des études la menant à l'agrégation de philosophie, Lise Demailly a enseigné cette matière en École normale d'instituteurs, puis au centre de formation des professeurs de collège à Lille. Elle a soutenu une thèse de sociologie en 1981, sous la direction de Pierre Bourdieu, sur les enseignants de collège. En 1991, elle a obtenu une habilitation à diriger des recherches en sociologie, coordonnée par Claude Dubar.
Elle a été maître de conférences de sociologie à l'IUT B de Lille III, professeure des universités à l'IUFM de Lille (Directrice-adjointe chargée de la recherche et de la formation de formateurs) et professeure à l'Université de Lille 1.
Elle a publié régulièrement des livres et articles scientifiques, notamment des ouvrages sur les métiers relationnels et sur le développement de l'évaluation dans l'action publique.
En 2016, Lise Demailly s'est intéressée à la réforme de l'hôpital public et aux soins en psychiatrie. Elle a mené des recherches sur les politiques de psychiatrie et santé mentale en Europe, ainsi que des recherches sur les innovations dans le soin.
Elle a été nommée professeur émérite, et est devenue membre du CLERSE UMR-CNRS 8019. Elle a également été membre du bureau de l'Association internationale des sociologues de langue française entre 2012 et 2021.

## Thèmes des recherches
- Le travail d'enseignant en collège
- Le travail des acteurs de l'éducation et de la formation
- L'évaluation des politiques publiques et des organisations
- Les approches théoriques de la sociologie des groupes professionnels
- Les métiers relationnels et leurs transformations
- Les pratiques de soins et les politiques publiques de santé mentale en France et en Europe

### Principaux ouvrages
- Demailly L. 1991, Le collège : crise, mythes et métiers, Presses universitaires de Lille, janvier, 373 p.
- Bourdoncle (R) Demailly L., 1998, Dir. Les professions de l'éducation et de la formation, Lille, Les Presses du Septentrion, 483 p.
- Demailly L., Gadrey (N), Deubel (PH), Verdière (J) 1998, Évaluer les établissements scolaires : enjeux, expériences, débats, Paris, l’Harmattan, Logiques sociales, 303 p.
- Cauterman (MM) Demailly L. et alii,1999, La formation continue des enseignants est-elle utile Paris, PUF.
- Demailly L. (Ed.), 2000, Évaluer les politiques éducatives, De Boeck, Bruxelles, octobre, 235 p.
- Convert B., Demailly L., 2007, Les groupes professionnels et l’internet »[7], Logiques sociales, L’Harmattan
- Demailly L., 2008, Politiques de la relation. Sociologie des métiers et du travail de relation, Presses Universitaires du Septentrion, mai
- Demailly L.,2011, Sociologie des troubles mentaux[8], La Découverte, coll. Repères
- Bonny Yves, Demailly Lise (Dir), 2012, L’institution plurielle, Les presses du Septentrion[9]
- Demailly Lise, Autès Michel (Dir), 2012, La politique de santé mentale en France. Acteurs, instruments, controverses[10], Armand Colin

- Demailly Lise, Garnoussi Nadia (Dir), 2016, Aller mieux : Approches sociologiques[11], Presses Universitaires Du Septentrion, 420 p.

### Articles et chapitres sur l'évaluation de l'action publique
- Demailly L., 1995, Observer les pratiques d'évaluation, CLES, Lille, n°25, p79-100
- Demailly L., 1999, L’évaluation et l’auto-évaluation des établissements : un enjeu collectif. Le cas des audits d’établissements scolaires de l’académie de Lille. Politique et management public, avril, p37-58.
- Demailly L., 2000, L'évaluation au cœur des luttes socio-politiques, Revue Tocqueville, Paris, janvier p25-44
- Demailly L., 2000, Le mode d’existence des techniques du social, Cahiers internationaux de sociologie, vol.CVIII, juillet p103-124
- Demailly L., 2003, L'évaluation comme apprentissage et négociation, Revue française de Pédagogie, 1er trimestre, n°142 p115-129

### Articles et chapitres sur la politique desanté mentale
- Demailly L., Broise P. de la, Les enjeux de la déprofessionnalisation, Socio-logos. Revue de l'association française de sociologie [En ligne], 4 | 2009 2009
- Demailly L., 2006, La psychologisation des rapports sociaux comme thématique sociologique, in Bresson M. (dir.), La psychologisation de l’intervention sociale, L’Harmattan, Paris p. 35-50
- Demailly L., 2007, Que fait l’internet aux psychanalystes ? Carnet psy n°120, L'internet et l'émergence de nouvelles formes de subjectivité, octobre
- Demailly L., 2009, Fortune et ambiguïtés de l'accompagnement, Empan n° 74 –2009/2 pp21-28
- Demailly Lise, 2011, Configurations de rémunérations et rapport aux temps de travail : le cas du champ de la santé mentale, Les mondes du travail n° 11
- Demailly L., 2011, Les nouveaux managements et la question de l’autonomie professionnelle : en quoi les psychiatres sont-ils concernés ?,  L’information psychiatrique, mars
- Demailly Lise, 2011, Connaissances et action publique. Le cas de la territorialisation de la politique de santé mentale, Sciences de la société, mars
- Demailly Lise, 2014, Les médiateurs pairs en santé mentale, La nouvelle revue du travail [En ligne], 5 | 2014, mis en ligne le 11 novembre 2014[12]